# Emilio Botín
Emilio Botín Sanz de Sautuola García de los Ríos (ur. 1 października 1934 w Santanderze, zm. 9 września 2014 w Madrycie) – hiszpański bankier, prezes Banco Santander.
Pochodził z Santanderu na północnym wybrzeżu Hiszpanii z rodziny o tradycjach bankierskich, bankierami byli jego pradziadek, dziadek i ojciec będący dyrektorem Banco Santander. Był uczniem szkoły jezuickiej w Gijón, a następnie studentem prawa na Uniwersytecie w Valladolid i ekonomii na Uniwersytecie Deusto w Bilbao. Od 1986 roku, piastował funkcję przewodniczącego Grupy Santander stojąc na czele transformacji w sektorze bankowym, która uczyniła z Banco Santander największy bank w Hiszpanii. Przyczynił się do zaangażowania banku w sponsorowanie zespołów i wyścigów Formuły 1.